# Agent Hugo
Agent Hugo è un videogioco d'azione sviluppato e pubblicato nel 2005 da ITE Media per Microsoft Windows e PlayStation 2. Esso fa parte della longeva serie di Hugo, di cui è il primo reboot (contando Hugo: Magi i Troldeskoven del 2009) e si compone di quattro capitoli. Era prevista anche una versione per GameCube ma è stata cancellata per motivi sconosciuti.

## Trama
Il famoso troll della televisione Hugo è al suo primo giorno di lavoro presso l'agenzia di spionaggio R.I.S.K. (Risky Intelligent Spy Knights) quando viene attaccato dai membri della malvagia organizzazione criminale SUSPECTRA. Il loro piano minaccia l'intera città di Aquapolis, ma l'agente Hugo capisce presto che c'è molto di più.

## Modalità di gioco
Il giocatore impersona l'Agente Hugo, il quale deve compiere ventinove missioni per conto della R.I.S.K. con l'intento di distruggere una volta per tutte la SUSPECTRA. Le missioni si svolgono sia via acqua che via terra, e l'obiettivo del protagonista è sempre quello di raggiungere la destinazione indicata da una "M" sul GPS, visualizzato nell'angolo in basso a destra dello schermo. Una volta completata una missione riceve la medaglia del Servizio Agenti Segreti.
L'Agente Hugo vaga lungo i canali della città pilotando il proprio veicolo a propulsione R.I.S.K. Aquapolis, dotato di cannoni con cui spara alle barche nemiche che lo attaccano; a volte può nuotare e salire a bordo di altre imbarcazioni. Sulla terraferma invece dovrà eludere le guardie travestendosi con sei costumi diversi. Quando esse lo notano, la barra dello stressometro inizia a riempirsi e per farla scendere a 0 deve restare fermo immobile, trovare un nascondiglio oppure allontanarsi in fretta e furia. Egli può anche stordire a distanza una guardia con le sue Boomballs, le quali risultano efficaci pure contro gli allarmi a sensori di movimento. Infine, di tanto in tanto, il giocatore cerca di raggiungere un punto bianco indicato sul GPS dove sfida l'Agente 02 in una corsa per stabilire il miglior tempo.

## Accoglienza
Ci sono solo due recensioni presenti sul Web riguardo ad Agent Hugo. 7Wolf Magazine ha dato alla versione PC il 5/10, concludendo che il titolo interesserà solamente ai fan più accaniti di Hugo. Il voto di Jeuxvideo.com alla versione PS2 è di 8/20, constatando che si tratta di un gioco costruito con lo stesso stampo di Hugo: Bukkazoom! e che soffre di una scarsa produzione.